# Al-Auja (Jéricho)
Al-Auja, en arabe : العوجا,  est une ville du gouvernorat de Jéricho en Palestine, situé à 10 km au nord de Jéricho, en Cisjordanie, territoire palestinien occupé.
Selon le recensement du bureau central palestinien des statistiques, la localité compte une population de 5 224 habitants en 2017.